# Ganzheitlichkeit
Ganzheitlichkeit ist die möglichst vollständige Betrachtung einer Sache als Bestandteil übergeordneter Systeme, ihrer Wirkungen auf andere Systeme, sowie in der Gesamtheit ihrer Eigenschaften und wechselseitigen Beziehungen (in der metaphysischen Philosophie und in den Religionen zudem in der Einbeziehung des Transzendenten). Wird Ganzheitlichkeit in den modernen Wissenschaften zum Leitgedanken erhoben, spricht man von Holismus (Ganzheitslehre).
Die Betrachtung und Behandlung eines Themas, eines Gegenstandes oder einer Beziehung in seiner Ganzheit bedeutet eine umfassende, weitsichtige und weit vorausschauende Berücksichtigung möglichst vieler Aspekte und Zusammenhänge:
- erkennbare Ursprünge (Kausalität)
- Ziele und Bestimmungen
- Eigenschaften, Zuschreibungen und Zuordnungen,
- direkte und indirekte Beziehungen und Querbeziehungen
- Regeln, Werte und Normen
- Rahmenbedingungen, Nutzenabwägungen, Anwendungsaspekte sowie
- Neben-, Folge- und Wechselwirkungen des Systemverhaltens – und absehbare Reaktionen anderer im Umgang damit.

In der Philosophie gibt es mehrere Ansätze, um das Wesen, die Gesamtheit einer Sache oder eines Begriffs zu erfassen und zu beschreiben. Die Dialektik ist ein Oberbegriff für solche Methoden, die fordern, in sich ergänzenden Gegensatzpaaren zu denken und zu forschen: das Oben und Unten, die Vergangenheit und die Zukunft, pro und contra, Interessengegensätze u. a. m.
Zwei verschiedene Arten, das Verhältnis des Ganzen zu seinen Teilen zu untersuchen, werden durch die Begriffe „Analyse“ und „Synthese“ bezeichnet: Bei der Analyse wird das Ganze in seine Teile zerlegt. Bei der Synthese wird das Ganze durch das Aufsteigen vom Einfachsten bis zum Konkreten rekonstruiert.
Während die Ganzheit in der Wissenschaft zugunsten der Betrachtung von Einzelteilen (Reduktionismus) oftmals zweitrangig ist, war sie bei den naturverbundenen Kulturen seit jeher das oberste Ziel des mythischen Denkens.

## Etymologie
Der Begriff ist von dem Abstraktum Ganzheit des Adjektivs ganz abgeleitet, das sich in der deutschen Sprache bereits vor dem 8. Jahrhundert nachweisen lässt. „Ganz“ bedeutet ursprünglich heil, unverletzt und vollständig.

## Ganzheitlichkeit in Medizin und Gesundheit

### Ganzheitliche Medizin
Ganzheitliche Medizin ist ein Ansatz in der Gesundheitsfürsorge, wonach der ganze Mensch in seinem Lebenskontext mit der Betonung von Subjektivität und Individualität betrachtet und behandelt werden soll. Synonym werden auch die Begriffe holistische Medizin und Ganzheitsmedizin verwendet.
Danach wäre der Mensch ein strukturiertes, nach außen offenes System, dessen Teile in wechselseitiger Beziehung zueinander, zum ganzen Organismus und zur Außenwelt stünden. Zu berücksichtigende Faktoren wären bei einer ärztlichen Behandlung demnach die Einheit von Körper, Seele und Geist, Ideale und Wertvorstellungen des Patienten, seine Lebensweise (Bewegung, Ernährung, Stress, Entspannung), die soziale Umwelt mit allen Beziehungen (Partner, Familie, Beruf, Mitmenschen, Gesellschaft), die natürliche Umwelt (Wasser, Boden, Luft, Klima), die künstliche Umwelt (Wohnraum, Arbeitsplatz, Technik) und nach teilweise vertretener Auffassung auch Übersinnliches (Religion, Glaube, Spiritualität).
Der Mensch ist mehr als die Summe seiner Glieder und Organe (Vielheit der Körperteile), erst durch deren funktionale Kontinuität ist der Mensch ein lebendes Ganzes (Einheit in der Vielheit). Dabei ist hier Kontinuität nicht rein zeitlich zu verstehen, sondern als ein stetiger, lückenloser Funktionszusammenhang. Der gesunde Organismus ist in der Tradition des Hippokrates gerade diejenige Ganzheit, deren Teile keinen Kontinuitätsbruch aufweisen. Die Krankheit offenbare sich in den Wunden als Folge der Kontinuitätsbrüche. In diesem Sinne wäre der Kontinuitätsbruch eine Aufhebung oder zumindest Störung der Einheit in der Vielheit. Der Extremfall des Kontinuitätsbruchs wäre das Abtrennen der einzelnen Körperteile und Organe, was zum Ende des Organismus (als einer lebenden Ganzheit) führen würde. Bereits Plotin hatte auf die Einheit von Körper und Seele hingewiesen:
„Die ganze Seele ist in jedem Teil des Körpers und ganz auch in seiner Gesamtheit.“
Die gesundheitlichen Problembereiche sollen nach Auffassung der holistischen Medizin mit ihren verschiedenen Verknüpfungen erkannt und eine einseitige Betonung einzelner Aspekte soll vermieden werden. Ziel ist die umfassende Berücksichtigung aller Aspekte des Krankseins und der Gesundheit. Der Mensch soll nicht nur ein Objekt ärztlicher Techniken sein, sondern im Sinne des Humanismus als Maß aller Dinge in seiner Ganzheit wahrgenommen und behandelt werden. Dabei werden die Methoden der wissenschaftlichen Medizin, der biologischen Medizin und alternative Heilmethoden mit Methoden der Psychotherapie zu einer einheitlichen Therapie kombiniert.
Im engeren Sinn handelt es sich bei der Ganzheitsmedizin um einen umgangssprachlichen Begriff. Der Zuordnung verschiedener Heilmethoden liegen dann keine wissenschaftlich oder staatlich anerkannten Kriterien zugrunde. Auch die traditionelle chinesische Medizin, die anthroposophische Medizin oder Ayurveda betrachten sich als ganzheitliche Ansätze.
Wissenschaftlich anerkannt sind dagegen die Psychosomatik und die Medizinische Kybernetik als ganzheitliche Ansätze in der Medizin, wobei die Anwendung der Kybernetik oder der Systemtheorie auf medizinische Fragestellungen noch in den Anfängen steckt. Lediglich die Medizinische Universität Wien verfügt über ein eigenständiges Institut für Medizinische Kybernetik.

### Ganzheitlichkeit in der Körperpsychotherapie
Die Körperpsychotherapie basiert auf der Annahme, dass Körper, Geist und Seele nicht trennbar wären. Alle geistigen, seelischen und körperlichen Prozesse des menschlichen Organismus unterstünden der Ganzheit des Selbst und seien untrennbar miteinander verbunden. 
Deshalb sei es möglich, über Körperempfindungen wie beispielsweise heiß, kalt, schwammig, kribblig, fest oder aufgeblasen an psychische Themen zu gelangen. Umgekehrt könnten Emotionen über die körperliche Wahrnehmung überprüft werden (siehe auch Eugene T. Gendlin, Focusing). Die Nonverbale Kommunikation über die Körpersprache zwischen Therapeut und Klient wäre ein Hinweis auf das Nähe-Distanz-Verhalten, das in der Kommunikation in Beziehungen eine wichtige Rolle spiele. Gleichzeitig sei der Umgang mit dem Raum (Intimsphäre, Proxemik) ein Hinweis für die Biografie und widerspiegelte Emotionen (sich hingezogen fühlen), Wertvorstellungen (Vorurteile) und Einstellungen. Außerdem könnten körperliche Symptome wie die Angst im Nacken, feuchte Hände und schwerer Atem Hinweise auf psychische Prozesse sein.
Diese Annahmen erfahren durch Forschungsergebnisse der Neurowissenschaften, Hirnforschung und Neuropsychologie eine gewisse Bestätigung, insbesondere von Giacomo Rizzolatti, dem Erforscher der Spiegelneuronen, sowie António Damásio, Gerhard Roth (Biologe), Gerald Hüther und Joachim Bauer. Differenztheoretische Betrachtungen z. B. in der Systemtheorie bei Niklas Luhmann u. a. gehen davon aus, dass so postulierte Zusammenhänge grob vereinfachend bis hin zur Inadäquadheit wären.

### Ganzheitlichkeit in der Bewegungswissenschaft
Im Gegensatz zu den empirisch-analytischen (zum Beispiel biomechanische, fähigkeitsorientierte) Ansätzen steht hier die ganzheitliche Betrachtung der Bewegung im Vordergrund und nicht ihre Zerlegung in Einzelteile. Eine Bewegung ist also mehr als die Summe ihrer Einzelkomponenten.
Die Bewegungskoordination umfasst nicht allein die Zusammenordnung von Bewegungsphasen, Kraftimpulsen und neurophysiologischen Funktionsprozessen, sondern auch eine zielgerichtete Abstimmung der unterschiedlichen Kontrollebenen der im Zentralnervensystem stattfindenden Teilprozesse. Der systemdynamischen Ansatz und der Konnektionismus betrachten hierbei den Innenaspekt und zeichnen sich hauptsächlich durch eine sehr theoretische Ausrichtung aus. Die Morphologie, die den Außenaspekt also die reine Beobachtung einer Bewegung untersucht, ist sehr praxisnah ausgelegt und hat eine große Bedeutung für die Sportpraxis. Morphologie gilt allgemein als elementarste ganzheitliche Betrachtungsweise und ist vor allem für Bewegungsanalysen relevant.

## Ganzheitlichkeit in der Pädagogik
Ganzheitlichkeit bezieht sich in der Pädagogik auf einen neurophysiologisch fundierten, integrativen Bestandteil handlungsorientierter Konzepte. Sie geht von der Reformpädagogik aus und betont neben den traditionell privilegierten kognitiv-intellektuellen Aspekten auch körperliche sowie affektiv-emotionale Aspekte. Ganzheitliches Lernen ist ein Lernen mit allen Sinnen, mit Verstand, Gemüt und Körper. Anders als der Konstruktivismus (Lernpsychologie) vertritt die Gestaltpädagogik einen rudimentär ganzheitlichen Ansatz.